# (7589) 1992 SR1
1992 أس أر 1 (ويعرف أيضًا باسم (7589) 1992 أس أر 1 وفق تسمية الكوكب الصغير) (بالإنجليزية: 1992 SR1)‏ هو كويكب ضمن حزام الكويكبات؛ وترتيبه 7589 من حيث الاكتشاف.
اكتُشف هذا الجُرم الفلكي بواسطة Atsushi Sugie ‏ في 26 سبتمبر 1992.

## وصلات خارجية
- (7589) 1992 SR1 في قاعدة بيانات مختبر الدفع النفاث لأجرام النظام الشمسي الصغيرة

- الاكتشاف · مخطط المدار ·  العناصر المدارية · المعلمات المادية

- (7589) 1992 SR1 على موقع ويكي سكاي: DSS2, SDSS, GALEX, IRAS, Hydrogen α, X-Ray, Astrophoto, Sky Map, Articles and images